# ژاک پیر بریسو
ژاک پیر بریسو (به فرانسوی: Jacques Pierre Brissot de Warville) روزنامه‌نگار، نویسنده، ناشر، سیاستمدار قرن هجدهم میلادی اهل فرانسه بود.

## جستارهای وابسته

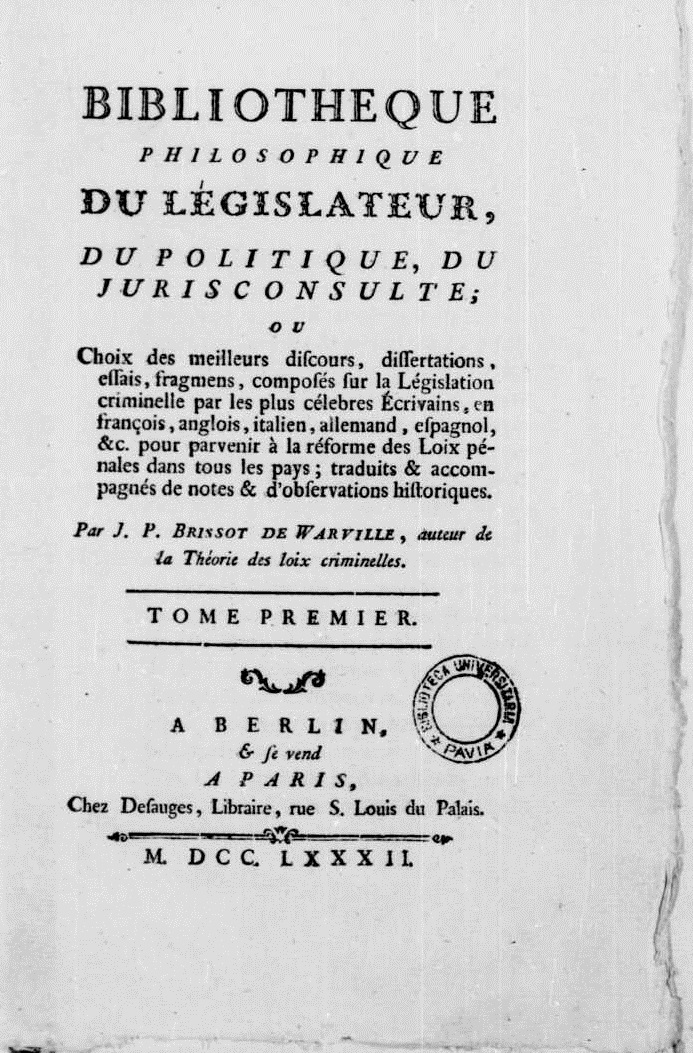
Bibliothèque philosophique du Législateur, du Politique, du Jurisconsulte, 1782